# Musikalische Schlittenfahrt
Die Musikalische Schlittenfahrt ist ein Divertimento in F-Dur, komponiert am 19. Dezember 1755 von Leopold Mozart und im Januar 1756 in Augsburg im Gasthaus Drei Mohren uraufgeführt.
Der Vater von Wolfgang Amadeus Mozart war zeitlebens ein begeisterter Freund des Faschingsvergnügens, für das er auch oftmals von Salzburg nach München reiste.
Die originale Handschrift wurde erst in den 1950er Jahren wiederentdeckt, zuvor waren nur einige gedruckte Klavierbearbeitungen der Biedermeierzeit (1812) aus der Fürst Thurn und Taxis Hofbibliothek bekannt. Zur Aufführung werden neben einem reich besetzten Orchester fünf abgestimmte Schlittengeläute und 2 Personen mit Courrierpeitschen benötigt.
Zur Uraufführung der Scherzsinfonien Bauernhochzeit und Musikalische Schlittenfahrt im Gasthaus Zu den Drei Königen in Augsburg, vierzehn Tage vor der Geburt Wolfgangs durch die Musikübende Gesellschaft wurde ein gedrucktes, 12 Punkte umfassendes Avertissement herausgegeben.

## Sätze
- I. Intrada
- II. Andante
- III. Presto
- IV. Intrada
- V. Schlittenfahrt
- VI. Andante, sempre piano (Das schüttelnde Pferd)
- VII. Aufzug
- VIII. Allegro
- IX. Intrada
- X. Schlittenfahrt
- XI. Adagio (Das vor Kälte zitternde und schnatternde Frauenzimmer)
- XII. Menuett/Trio (Des Balles Anfang)
- XIII. Deutscher Tanz I. Presto
- XIV. Allegro (Kehraus)
- XV. Pianissimo
- XVI. Deutscher Tanz II
- XVII. Allegro (Kehraus)
- XVIII. Intrada
- XIX. Schlittenfahrt

## Weblink
- Leopold Mozart: Musikalische Schlittenfahrt, Ensemble Eduard Melkus bei YouTube